# بخش مرکزی شهرستان فریدون‌شهر
بخش مرکزی شهرستان فریدون‌شهر یکی از بخش های تابعه شهرستان فریدون‌شهر در استان اصفهان ایران است.

## تقسیمات کشوری
- بخش مرکزی شهرستان فریدون‌شهر 
  - دهستان برف انبار
  - دهستان چشمه لنگان
  - دهستان عشایر

شهرها: فریدون‌شهر ، برف‌انبار

## جمعیت
براساس سرشماری عمومی نفوس و مسکن در سال ۱۳۹۵، جمعیت بخش مرکزی شهرستان فریدون‌شهر برابر با ۳۵،۶۵۴ نفر بوده‌است.
اکثریت مردم آن گرجی میباشند.